# لمفوما النسيج اللمفاوي المرتبط بالمخاطيات
لمفوما النسيج اللمفاوي المرتبط بالمخاطيات (بالإنجليزية: MALT lymphoma أو MALToma)‏ هو ورم خبيث مختلف الشدة يصيب النسيج اللمفاوي المرتبط بالمخاطيات في جدار المعدة في أغلب الأحيان وهو مرتبط ارتباطاً وثيقاً بالعدوى بالملوية البوابية.

## الأعراض
وهي أعراض سوء التغذية مع انخفاض في الوزن وإحساس بالامتلاء والشبع السريع والذي يصاحبه حرقة معدية. قد يعاني المصاب أيضاً من حمى وتعرق ليلي وعرواءات مصاحبة.

## التشخيص
ويكون عن طريق التنظير الهضمي وأخذ العينات من جدار المعدة وتحليلها تحليلاً نسيجياً.

## العلاج
يعتمد العلاج على الدرجة النسيجية للورم اللمفاوي المعدي. فإذا كان منخفض الدرجة كان العلاج الكافي هو العلاج الكيميائي والإشعاعي.
أما إذا كان الورم ذا درجة مرتفعة فالعلاج المناسب هو استئصال المعدة جراحياً ويرافق ذلك العلاج الكيميائي والإشعاعي.

## الإنذار
إذا كان الورم من الدرجة المنخفضة فالشفاء منه تماماً هو الغالب.
أما الأورام مرتفعة الدرجة فقد يصعب الشفاء منها حتى مع الجراحة. غالباً يكون المصاب معرض للموت خلال فترة لا تزيد عن الخمس سنوات.